# Leptomastidea matritensis
Leptomastidea matritensis är en stekelart som beskrevs av Mercet 1916. Leptomastidea matritensis ingår i släktet Leptomastidea och familjen sköldlussteklar. Inga underarter finns listade i Catalogue of Life.